# Palpomyia flavitibialis
Palpomyia flavitibialis är en tvåvingeart som beskrevs av Santos Abreu 1918. Palpomyia flavitibialis ingår i släktet Palpomyia och familjen svidknott.
Artens utbredningsområde är Kanarieöarna. Inga underarter finns listade i Catalogue of Life.